# Kamienista

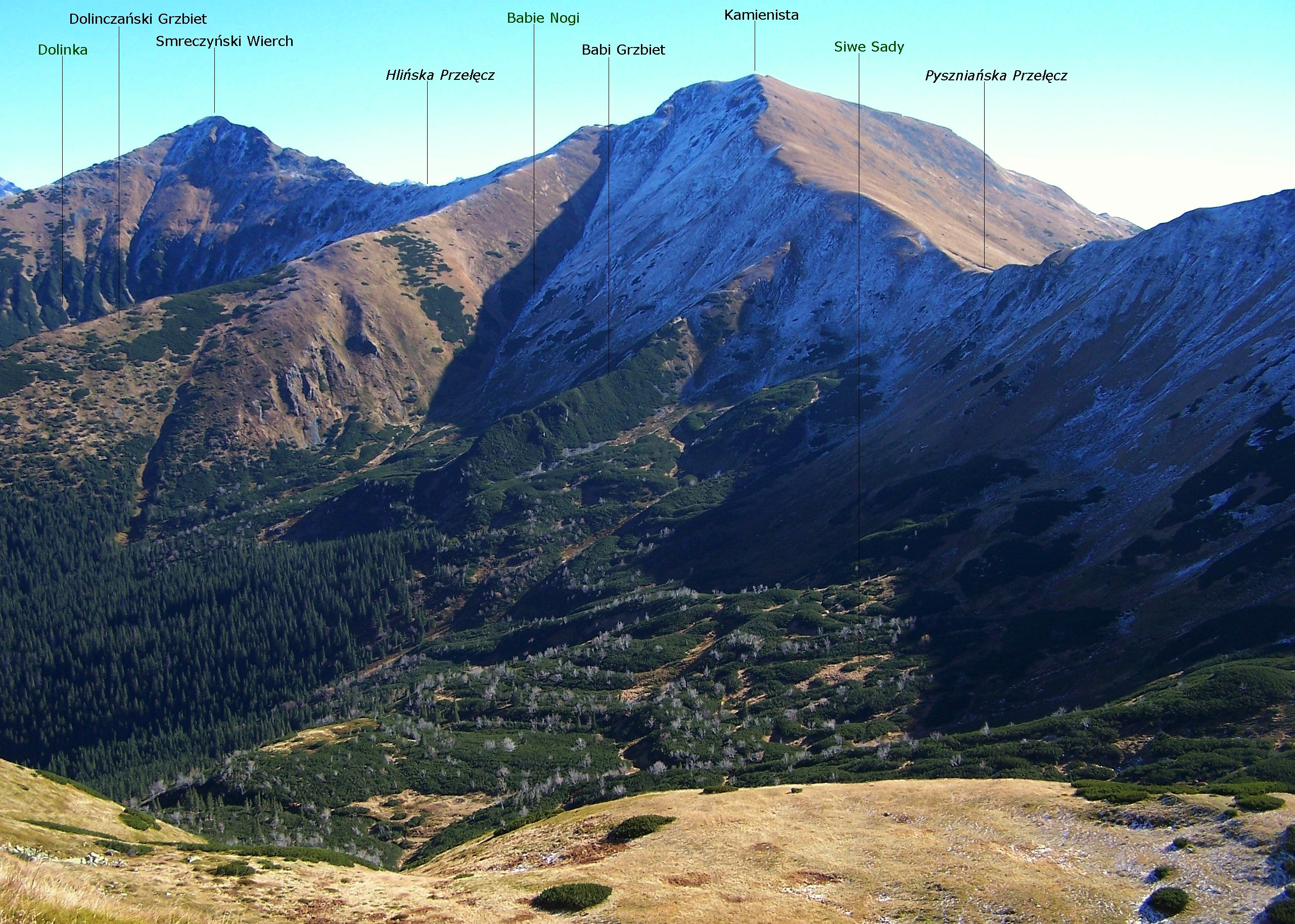
Blick vom Ornak

Die Kamienista (tschechisch/slowakisch Veľká Kamenistá) ist ein Berg an der polnisch-slowakischen Grenze in der Westtatra mit 2159 Metern Höhe. 

## Lage und Umgebung
Die Staatsgrenze verläuft über den Hauptgrat der Tatra, auf dem sich die Kamienista befindet. Nördlich des Gipfels liegt das Tal Dolina Kościeliska, konkret sein Hängetal Dolina Pyszniańska.

## Tourismus
Die Kamienista ist bei Wanderern beliebt. 

### Routen zum Gipfel
Der Wanderweg auf die Kamienista führt entlang des Hauptkamms der Tatra und der polnisch-slowakischen Grenze. Derzeit ist er jedoch ab dem Bergpass Pyszniańska Przełęcz geschlossen.
Als Ausgangspunkt für eine Besteigung der Bergpässe um den Gipfel aus den Tälern eignen sich die Ornak-Hütte, die Kondratowa-Hütte und die Chochołowska-Hütte.

## Belege
- Zofia Radwańska-Paryska, Witold Henryk Paryski, Wielka encyklopedia tatrzańska, Poronin, Wyd. Górskie, 2004, ISBN 83-7104-009-1.
- Tatry Wysokie słowackie i polskie. Mapa turystyczna 1:25.000, Warszawa, 2005/06, Polkart, ISBN 83-87873-26-8.

## Panorama

Blick vom Gipfel